# Sadkî, Dzerjînsk
Sadkî (în ucraineană Садки) este localitatea de reședință a comunei Sadkî din raionul Dzerjînsk, regiunea Jîtomîr, Ucraina.

## Demografie
Componența lingvistică a localității Sadkî
     Ucraineană (100%)
Conform recensământului din 2001, toată populația localității Sadkî era vorbitoare de ucraineană (100%).